# 선더크래커
썬더크래커(Thundercracker)는 트랜스포머의 등장 인물이며 디셉티콘 항공 부대 소속 인물이다. 다중우주 설정으로 다른 세계관, 다른 트랜스포머 작품의 썬더크래커도 등장하나 다른 인물들이다.

## 상세
트랜스포머 작품마다 스타스크림과 닮은 점이 있다. 원작 트랜스포머 더 무비에서는 유니크론에 의해 스커지 라는 트랜스포머로 변형된다. 애니메이티드 세계관에서는 스타스크림에 클론이며 이기주의적 성격 인물이다.
얼라인드 세계관에서는 과학자 설정으로 나오며 수색대 일원으로 등장한다.

## 성우
- 트랜스포머 G1 - 존 스티븐슨
- 트랜스포머 애니메이티드 - 톰 케니
- 트랜스포머: 워 포 사이버트론 - 그레이엄 맥타비시